# Keiren Westwood
Keiren Westwood (Mánchester, Inglaterra, 23 de octubre de 1984) es un exfutbolista británico nacionalizado irlandés. Jugaba en la posición de portero y desde noviembre de 2024 es entrenador de porteros del The New Saints F. C.

## Carrera

### Manchester City
Westwood comenzó su carrera en el Manchester City, en el que nunca jugó un partido en el primer equipo y fue suplente de David James y Nicky Weaver.

### Carlisle United
Westwood se unió al Carlisle United, siendo el suplente de Matt Glennon. A pesar de que jugó en la mayoría de los partidos de la copa, en marzo de 2005, cuando Glennon se lesionó, Westwood jugó en la Conference National para el Carlisle antes de ser reemplazado por Glennon de nuevo.
En la temporada 2005-06, Glennon salió del Carlisle y firmó Anthony Williams en su reemplazo. Parecía que Westwood sería suplente del portero nuevo, aunque finalmente tuvo su oportunidad de competir por el número 1 de la camiseta y logró aprovechar la oportunidad. Fue titular en 35 partidos de la temporada de la Football League Two y continuó siendo el guardameta número 1 del equipo. Al final de la temporada 2007-08 en la Football League One Westwood fue nombrado en el PFA, Equipo del año y también ganó todos los premios de jugador del club.

### Coventry City
El 18 de junio de 2008, Westwood firmó un contrato de tres años con el Coventry City por una cantidad no revelada. Westwood fue nombrado en el Campeonato PFA, Equipo del año en 2009 en su primera temporada con el club.
Ganó el premio jugador del club en la temporada 2009-10, por mantener la portería a cero durante toda la temporada.

### Sunderland
El 22 de junio de 2011 se confirmó que Westwood se uniría al Sunderland el 1 de julio en una transferencia libre. Hizo su primera aparición en el Sunderland el 23 de agosto en un partido de la Carling Cup, que su equipo perdió ante el Brighton de la Football League Championship de Inglaterra. Su primer partido en la Premier League fue contra el Aston Villa el 29 de octubre, cuando reemplazó al lesionado Simon Mignolet. Westwood negó más tarde al exdelantero del Sunderland Darren Bent un gol después de que el delantero estuviera mano a mano con el arquero cuando el encuentro estaba empatado 1 a 1.

## Selección nacional
El 17 de mayo de 2008, Westwood fue llamado por el equipo de Irlanda para asistir a su campo de entrenamiento en Portugal después de impresionar en un partido contra el Leeds United en la Football League Championship. Tres días después, hizo su debut como sustituto en la segunda mitad de un partido de práctica contra el club portugués Lagos, en sustitución de Joe Murphy, después de 66 minutos.
Westwood hizo su primera aparición para Irlanda en un amistoso contra Nigeria en mayo de 2009.
Westwood entonces hizo su gran debut merecido en la clasificación para la Eurocopa 2012 contra Macedonia, en el que hizo una parada decisiva en los minutos finales del partido.

### Participaciones internacionales
| Torneo        | Sede              | Resultado        |
| ------------- | ----------------- | ---------------- |
| Eurocopa 2012 | Polonia y Ucrania | Primera fase     |
| Eurocopa 2016 | Francia           | Octavos de final |

## Clubes
| Club                              | País       | Año       |
| --------------------------------- | ---------- | --------- |
| Manchester City F. C.             | Inglaterra | 2003-2004 |
| Oldham Athletic A. F. C. (cedido) | Inglaterra | 2003-2004 |
| Carlisle United F. C.             | Inglaterra | 2004-2008 |
| Coventry City F. C.               | Inglaterra | 2008-2011 |
| Sunderland A. F. C.               | Inglaterra | 2011-2014 |
| Sheffield Wednesday F. C.         | Inglaterra | 2014-2021 |
| Queens Park Rangers F. C.         | Inglaterra | 2022      |
| Crewe Alexandra F. C.             | Inglaterra | 2024      |

## Palmarés

### Títulos nacionales
| Título              | Club                  | País       | Año  |
| ------------------- | --------------------- | ---------- | ---- |
| Football League One | Carlisle United F. C. | Inglaterra | 2006 |